# خواجة باقي بالله
خواجة باقي بالله (بالفارسية: خواجه باقی بالله)، المولود باسم محمد باقي (14 يوليو 1564 - 29 نوفمبر 1603 م)، كان وليّا وصوفيًا من كابول. وكان تلميذا خواجہ محمد امکنگی.   

## ولادة
كان باقي بالله هو المنشئ ورائد الطريقة النقشبندية في شبه القارة. كان والده عبد السلام سمرقندي عالما وقديسا من كابول. كان (اسم مستعار) «بيرنغ» (التي تعني حرفيا عديم اللون أو شفاف).

## الموت
توفي في 14 جمادى الثانية 1012 هـ (29 نوفمبر 1603 م) ودفن في دلهي. 
قالب:Maturidiماتريدي